# Coro di voci bianche del Teatro alla Scala

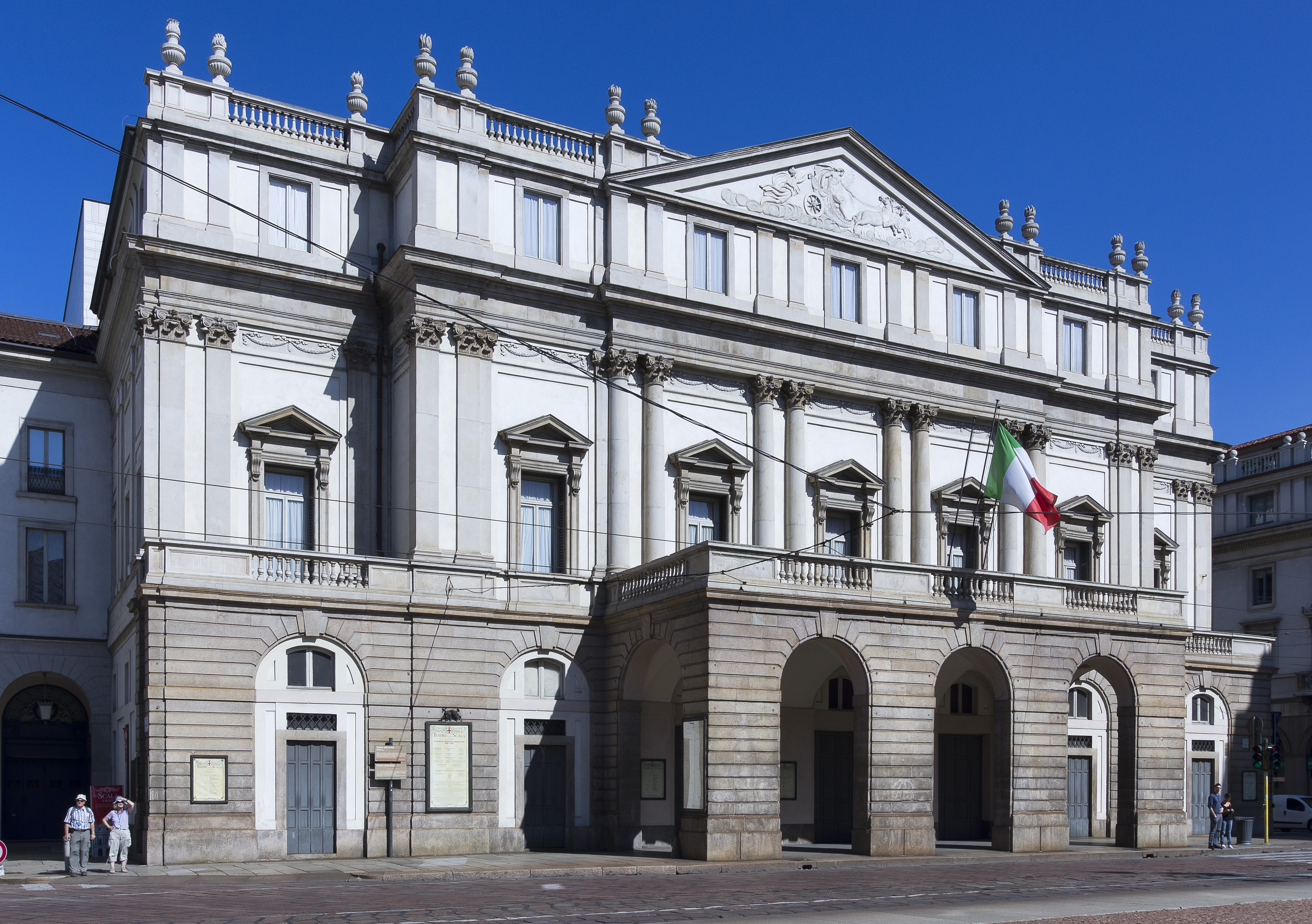
Teatro alla Scala

Il coro voci bianche del Teatro alla Scala è un coro di voci bianche costituito da bambini e bambine dai 6 ai 18 anni. 
Istituito nel 1984 dal Teatro alla Scala e affidato per i primi anni al maestro Gerhard Schmidt-Gaden, poi sostituito (1989) da Nicola Conci, dal 1993 forma i piccoli cantori al Conservatorio Giuseppe Verdi di Milano, sotto la direzione di Bruno Casoni.
Oltre alla preparazione teorico-musicale di base, accompagnata il più delle volte dall'apprendimento di uno strumento, gli allievi acquisiscono una preparazione "che spazia dalla monodia gregoriana alla musica contemporanea".

## Rappresentazioni
Il Coro partecipa a concerti del Teatro alla Scala, alla stagione lirica scaligera e spesso è ospite durante le stagioni dell'Orchestra Filarmonica della Scala, l'Orchestra Sinfonica Nazionale della RAI e molte altre istituzioni musicali.
Per il coro hanno scritto appositamente compositori come Azio Corghi, Sonia Bo, Bruno Zanolini e Alessandro Solbiati.
I ragazzi, partecipando a quest'attività avranno la possibilità sia di venire a contatto coi più famosi cantanti d'opera che di apprendere un buon insegnamento, che subito li formerà nel loro percorso musicale.